# Erquinghem-Lys
Erquinghem-Lys – miejscowość i gmina we Francji, w regionie Hauts-de-France, w departamencie Nord.
Według danych na rok 1990 gminę zamieszkiwało 4355 osób, a gęstość zaludnienia wynosiła 487 osób/km² (wśród 1549 gmin regionu Nord-Pas-de-Calais Erquinghem-Lys plasuje się na 203. miejscu pod względem liczby ludności, natomiast pod względem powierzchni na miejscu 388.).